# Westpark (Essen)

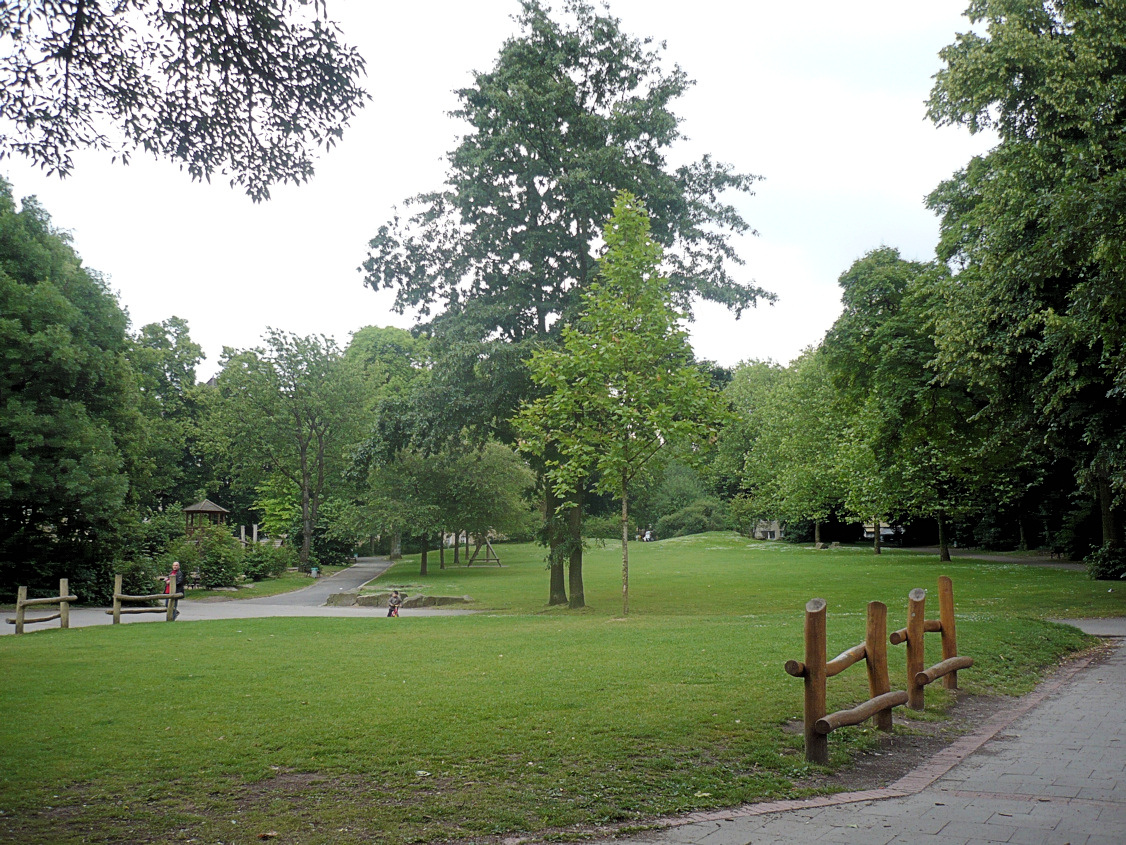
Westpark, 2009

Der Westpark ist eine zentrale Parkanlage im Essener Stadtteil Frohnhausen. Namensgebend ist die Lage im Westen der Stadt Essen.

## Charakter
Der östlich des Frohnhauser Platzes, dem Marktplatz, angrenzende, rund 1,9 Hektar große Westpark zählt zu den zahlreichen Grünanlagen im dicht besiedelten Essener Westen. Er besitzt alten Baumbestand und Rasenflächen sowie einen Kinderspielplatz. Da es keinerlei Einzäunung gibt, ist er von mehreren Seiten zugänglich.
Da der Marktplatz eng mit dem Westpark verknüpft ist, wurde die Verbindung beider im Jahr 2017 mit einer Investition von 50.000 Euro aufgewertet. Die eine Hälfte dieser Summe stellte die „Grüne Hauptstadt“, die andere die Bezirksvertretung zur Verfügung.
Im Jahr 2023 erhielt der Westpark fünf weitere Bäume, die dem Bau der Citybahn im Essener Stadtkern weichen mussten, und von dort verpflanzt wurden.

## Geschichte
Der Westpark liegt auf dem Gebiet des einstigen Römerschen Steinbruchs, einer von mehreren ehemaligen Steinbrüchen im Umkreis.
Zu Beginn des 20. Jahrhunderts wurde durch die Zunahme der Bevölkerung aufgrund der Einwanderung von Arbeitskräften für den Bergbau und die Stahlindustrie die Erstellung von Bebauungsplänen notwendig. Der im Jahr 1904 erstellte Bebauungsplan für Frohnhausen sah neben einem großen freien Marktplatz auch Grünanlagen zur Erholung der
arbeitenden Bevölkerung vor. Der Park wurde als Bedingung der Fried. Krupp AG angelegt, die diesen Bereich als Teil des ehemaligen Pfingstfeldes zwischen Hildesheimer- und Liebigstraße 1910 an die Stadt Essen verkaufte. Er sollte dauerhaft der Erholung der kruppschen Arbeiterschaft dienen, die unter anderem in den umliegenden Siedlungen Alfredshof und Luisenhof wohnten. Dazu leistete auch der Stadtplaner und Bauingenieur Robert Schmidt seinen Beitrag. Mehrere Bäume wurden vom Rathausplatz des einstigen Rathauses der Bürgermeisterei Altendorf – hier steht heute die ehemalige Kirche St. Mariae Geburt – in den Westpark verpflanzt. Im August 1913 wurde der Westpark eröffnet, dessen Errichtung rund 22.000 Mark kostete.
In den 1930er Jahren wurde der angrenzende Marktplatz städtebaulich neu gestaltet, wobei der Westpark mit einer Pergola und einer Freitreppe eine klare Verbindung zum Marktplatz erhielt. In diesem Rahmen erhielt der Westpark einen Spielplatz, die Wege wurden saniert und der von Platanen gesäumte offene Sandplatz wurde verkleinert.
Im nordwestlichen Bereich, an der Hildesheimer Straße, befindet sich heute das Familienzentrum Schwedenheim mit einer städtischen Kindertagesstätte. Dieser Kindergarten wurde am 6. September 1949 im durch das Schwedische Rote Kreuz gestifteten Schwedenheim eröffnet. In der Nachkriegszeit des Zweiten Weltkriegs litt die Bevölkerung an Hunger, so dass neben der im Dezember 1945 durch die britische Militärregierung angeordneten Schulspeisung auch Lebensmittel aus Schweden kamen, die die Bevölkerung spendete. Der Präsident des Schwedischen Roten Kreuzes, Graf Bernadotte, besuchte Anfang 1946 Frohnhausen, um sich ein Bild der Verteilung der gespendeten Lebensmittel machen zu können. Diese Schwedenspeisung konnte nur eine gewisse Zeit aufrechterhalten werden, so dass die Schweden Essen im April 1949 wieder verließen.
In den 1970er Jahren erfuhr der einst freie Sandplatz eine überhöhte Modellierung. Seitdem ist der Westpark in seinen Umrissen, seiner Wegführung und mit seinen Zugängen nahezu unverändert bis heute erhalten.